# Melanozosteria bicolor
Melanozosteria bicolor är en kackerlacksart som beskrevs av Kirby, W. F. 1903. Melanozosteria bicolor ingår i släktet Melanozosteria och familjen storkackerlackor. Inga underarter finns listade i Catalogue of Life.